# テスケロサウルス科
テスケロサウルス科(学名: Thescelosauridae)（テスケロサウルス類）は、小型鳥盤類のクレードあるいは科の一つであり、以前はヒプシロフォドン類や鳥脚類に含まれていた。

## 歴史
ヒプシロフォドン類は1990年代初頭に自然分類群として解釈されていたが、この仮説は今では支持を失っており、ヒプシロフォドン類は、イグアノドン類と近縁な様々な動物からなる側系統であったことが判明しているヒプシロフォドン科やヒプシロフォドン類は、正確なクレードとしてではなく進化段階を説明するためだけの非専門的な用語として理解された方が良い。テスケロサウルスはヒプシロフォドン類の中で非常に基盤的、または非常に派生的、その両方として考察されてきた。テスケロサウルスを分類することを潜在的に妨げている問題は、 テスケロサウルス・ネグレクトゥスとして割り当てられた化石のすべてが必ずしもその種のものであるわけではないということである。
クリント・ボイド Clint Boyd らはテスケロサウルス属が別の属を含んでいることに気づき、ブゲナサウラ Bugenasaura を記載した。また、テスケロサウルス属には少なくとも3種が含まれているかもしれず、かつてネグレクトゥス種に分類されていたいくつかの標本は、まだ種として記載されていなかった。それらはパルクソサウルスに近縁であると思われる。

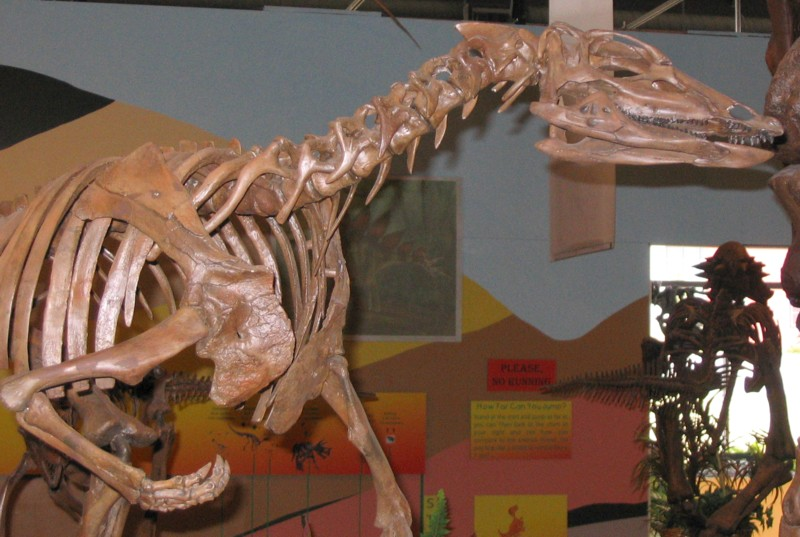
テスケロサウルスの頭骨と腕、ロッキー博物館

ヒプシロフォドン科の解体に伴い、テスケロサウルス科の設立が行われた。この類の恐竜の系統樹は歴史的に研究が不十分であることによって複雑化していたが、ボイドらの論文とブラウンらの論文 は特にテスケロサウルス科について対応するものとなった。彼らはそれぞれ2009年と2011年に2つの互いに近縁な分類群が白亜紀のヒプシロフォドン類に含まれていることを指摘した。一つはオロドロメウスやオリクトドロメウス、ゼフィロサウルスを含むもの、もう一つはパルクソサウルスやテスケロサウルスを含むものである。ブラウンらは2013年に、オロドロメウスを含むクレードに新たにアルベルタドロメウスを、そしてテスケロサウルスのクレードに以前はジェホロサウルス科に含まれていたアジアの新属をそれぞれ加えることにより、説を補強した。 彼らはまた、正式にテスケロサウルス科およびオロドロメウス亜科とテスケロサウルス亜科を定義した。
2015年のボイドによる分析では、テスケロサウルス科は鳥脚亜目から外され、角脚類の姉妹群とされた。